# Шагба (мінтака)
Шагба (араб. امنطقة شهبا mantiqah Šahbā) — мінтака у Сирії, що входить до складу мухафази Ас-Сувейда. Адміністративний центр — місто Шагба.

## Адміністративний поділ

Мінтака Шагба на мапі мухафази Ас-Сувейда

У свою чергу, мінтака Шагба складається з кількох адміністративних одиниць третього рівня — 4 нохій (громад або общин):
| Код      | Назва                                                    | Площа      | Населення |
| -------- | -------------------------------------------------------- | ---------- | --------- |
| SY130300 | нохія Шагба (nahiyah Shahba)                             | 263,88 km² | 31 657    |
| SY130301 | нохія Шакка (nahiyah Shaqqa)                             | 731,29 km² | 15 849    |
| SY130302 | нохія аль-Аріка (nahiyah al-Ariqah)                      | 204,20 km² | 11 723    |
| SY130303 | нохія аль-Сура аль-Сахіра (nahiyah al-Surah al-Saghirah) | 573,76 km² | 12 720    |